# Lucie Redlová
Lucie Redlová (* 17. února 1980 Valašské Meziříčí) je česká zpěvačka a písničkářka.
Vystudovala ekonomii na Fakultě sociálních věd Univerzity Karlovy v Praze.
Na přelomu let 2001 a 2002 stála u zrodu valašskomeziříčské folkrockové kapely Docuku, kde zpívá a hraje na mandolínu. O několik měsíců později již vystoupila i sólově se zhudebněnými texty Radky Bzonkové. V této době již měla za sebou spolupráci s Žambochy (ze které po čase vyplynulo i hostování na prvním albu Žambochů) a několik příležitostných vystoupení s dalšími projekty.
Přes Textovou dílnu Slávka Janouška se seznámila s textařem Jakubem Horákem, jeho písnička Otevřte sa, mraky se dostala také do repertoáru Docuku.
V roce 2009 vydala první sólovou desku První, poslední, která obsahuje 12 zhudebněných textů Bzonkové a Horáka. Na albu se objevuje několik hostů, nejzásadnějším je producent alba Steve Wall z irské skupiny The Walls.
Ke konci roku 2009 Lucie Redlová oznámila vznik doprovodné kapely Garde (Jiří Krumpoch – kytara, Ivan Trpík – basová kytara, Milan Kratochvíl – bicí). Novým kytaristou je Martin Knor z kapely Mňága a Žďorp. V roce 2012 vyšlo kapele u Indies Scope album s názvem Křižovatka, kterou produkoval americký hudebník a bývalý punker Tim Eriksen (proslavil s mj. spoluprací na soundracku k filmu Návrat do Cold Mountain či na Grammy nominovaném CD Omara Sosy Across the Divide). Album bylo natočeno u Ondřeje Ježka a vyznačuje se výrazným posunem od folku k folk-rocku či bigbítu.
Redlová ale nadále vystupuje i sama či ve společnosti dalších písničkářů/písničkářek.
Na jaře 2013 ohlásila nový projekt MDŽ s podtitulem "Muzikantky, Dámy, Ženy", ve kterém spojila síly s dalšími dvěma ženami, Jitkou Šuranskou a Beatou Bocek.
Lucie Redlová je dcera Vlasty Redla.

## Diskografie
s Docuku
- Meziřečí, 2004
- Domrtě!, 2007

sólově
- Valmez 2004 – sampler, dvě písně
- První, poslední, 2009
- Valmez 2009, 2009 – sampler, píseň Pilot z debutového alba
- Křižovatka, 2012
- Otázky, EP, 2018
- Lidová Redlová, 2022

Jako host účinkuje na albech Žamboši – To se to hraje... (2006), Zhasni – Je to tak nutný... (2009), Traband – Neslýchané! (2011), Květy – V čajové konvici (2011) a Beata Bocek – O Tobje (2016).
Vystupuje také na sampleru Bazarem proměn: A Tribute to Vladimír Mišík (2015) s písní Ďáblíci.